# 卡薩托奇島

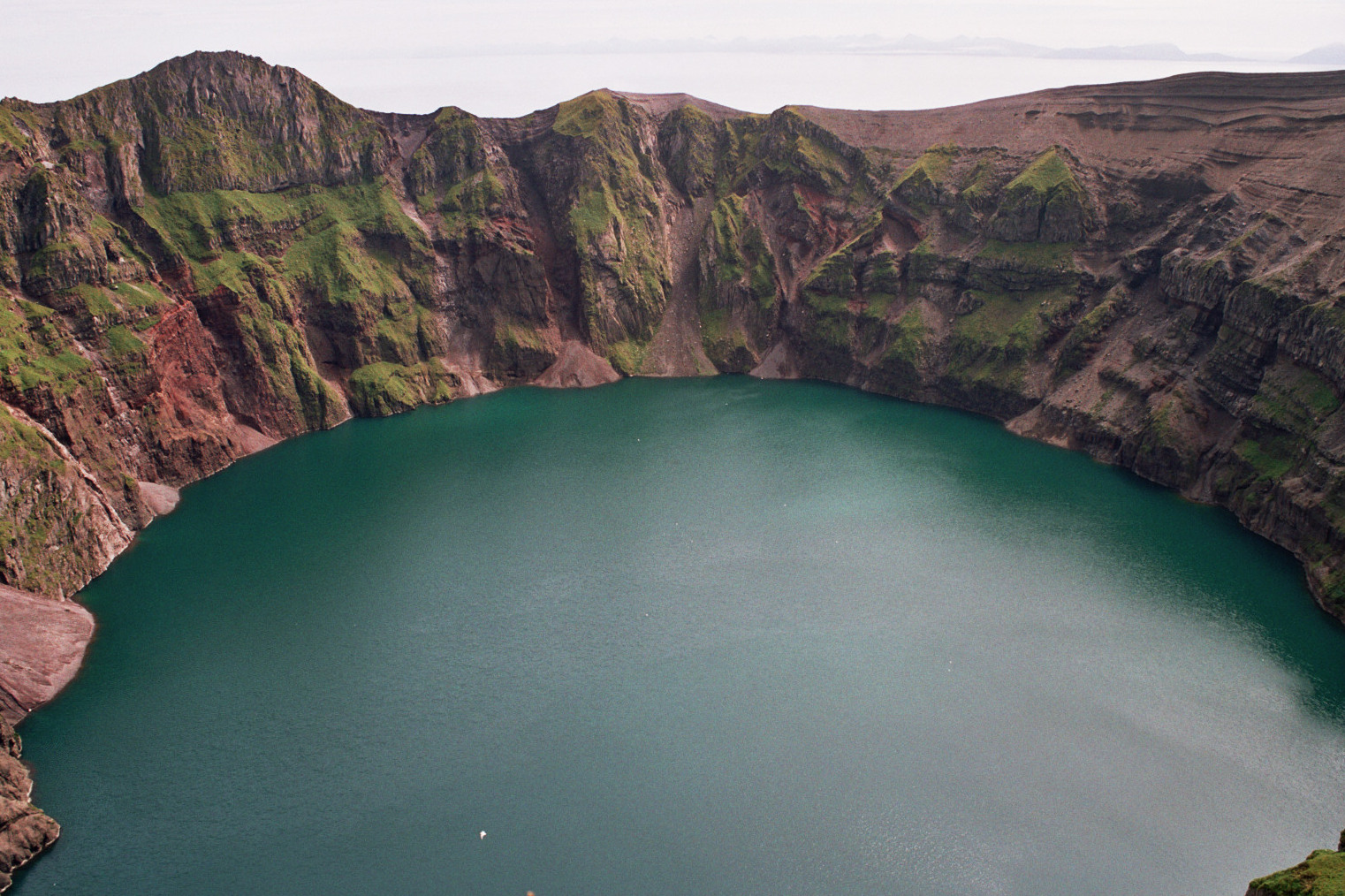

卡薩托奇島是美國的火山島，位於太平洋海域，屬於安德烈亞諾夫群島的一部分，由阿拉斯加州負責管轄，長2.4公里，面積5平方公里，最高點海拔高度314米，最近一次火山噴發在2008年8月發生，島上無人居住。

## 外部連結
- USGS: Kasatochi volcano（页面存档备份，存于）
- Kasatochi Island Photos （页面存档备份，存于） Photos from Kasatochi Island, July 2008
- Alaska Volcano Observatory, Kasatochi Description and Statistics （页面存档备份，存于）